# Wohnhaus Klint 11

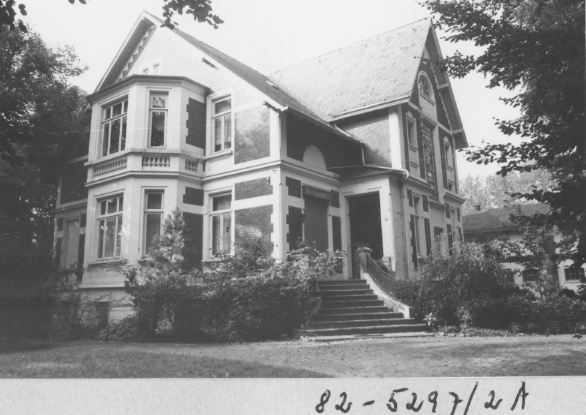
Wohnhaus Klint 11, Ost- und Nordfassade (1982)

Das Wohnhaus Klint 11 in der niedersächsischen Gemeinde Schwanewede, Ortsteil Neuenkirchen, stammt vom Anfang des 20. Jahrhunderts. Aktuell (2025) wird es zum Wohnen genutzt.
Das Gebäude steht unter Denkmalschutz (siehe auch Liste der Baudenkmale in Schwanewede).

## Geschichte und Beschreibung
Die Villa liegt auf einem großen eingefriedeten Gartengrundstück. Das zweigeschossige giebelständige Gebäude in Backstein mit schiefergedeckten Satteldächern in einer aufwändigen Fassadengestaltung durch Wechsel von Mauerwerks- und Putzflächen, mit dem 5/8-Erker, den Dachhäusern und der geschwungenen Freitreppe zum Eingang, wurde um 1900 gebaut. Das Obergeschoss ist teilweise als Drempelgeschoss ausgebildet.
Das Einfahrtstor zwischen zwei bekrönten Steinpfeilern und beidseitigen Türen von um 1900 steht ebenfalls unter Denkmalschutz.
Das Landesdenkmalamt befand u. a.: „… beispielhaftes Zeugnis für den Bautyp sowie aufgrund ihrer städtebaulichen Bedeutung von prägendem Einfluss auf das Orts- und Straßenbild …“